# Natalie Depraz
Natalie Depraz (13 de diciembre de 1964) es una filósofa francesa especializada en filosofía alemana, en fenomenología y, sobre todo, en Edmund Husserl. Es profesora en la Universidad de Ruan y miembro universitaria de los Archivos-Husserl de la Escuela Normal Superior de París.
Es autora de una docena de obras, como Attention et vigilance, à la croisée de la phénoménologie et des sciences cognitives, traductora de numerosos textos de Husserl y de Fink, y editora de una veintena de obras colectivas.
Desde 1995 y hasta la muerte de Francisco Varela, en 2001, trabajó en estrecha colaboración con el neurobiólogo y con el psicólogo Pierre Vermersch, con quienes escribió A l’épreuve de l’expérience: pour une pratique phénoménologique, publicado en inglés en 2003 con el título On becoming aware. A pragmatics experiencing.

## Biografía
Depraz ingresó en la Escuela Normal Superior Fontenay-Saint-Cloud/Paris en 1984. Obtuvo el título de grado (1985) y máster (1986) en Filosofía por la Universidad de París I Panteón-Sorbona. El tema de su tesis, dirigida por J. Maurel, fue: «El estado del sistema en la Crítica de la Razón Pura y la Crítica del Juicio de Kant». Su DEA (1987), obtenido por la Universidad de París X-Nanterre y dirigido por J. Seidengart, llevaba por título: «Forma y estructura en la filosofía de las formas simbólicas de E. Cassirer». Asimismo cuenta con sendos grados en estudios ingleses y Lingüística, con un grado y máster en alemán, y con un grado, máster y DEA en Letras Modernas y Etnología.
En 1988, Depraz aprobó el examen de la Agregación de Filosofía. Ese mismo año, cursó estudios de doctorado en los Archivos-Husserl de París y realizó un lectorado en la Universidad de Estambul. Entre 1991 y 1994, fue becaria-doctoranda de la Universidad de Poitiers. Defendió su doctorado en filosofía en 1993 en la Universidad de París X-Nanterre, cuyo tema fue: «La altelorogía entre la trascedencia y la encarnación, el estado de la intersubjetividad en E. Husserl», dirigida por J.-F. Courtine. Entre 1994 y 1997, fue becaria en el Centro Nacional para la Investigación Científica (CNRS, por sus siglas en francés) de la Fundación Thiers mientras impartía clases en el Lycée J. Ferry de Conflans-Sainte-Honorine.  Entre 1998 y 2004, fue directora del programa de investigación del Colegio Internacional de Filosofía de París. En 2000, fue profesora encargada en la Universidad de París IV París-Sorbone, puesto que ocupó seis años. Desde 2004, ostenta una tesis de habilitación para dirigir trabajos de investigación en la Universidad de Poitiers bajo el título «Fenomenología y práctica» y, en 2006, fue designada profesora en la Universidad de Ruan. Entre 2007 y 2012, fue investigadora asociada en el Centro de Investigación en Epistemología Aplicada (CREA, por sus siglas en francés) de París. En 2011, asumió el cargo de presidenta de la asociación Gabriel Marcel y, hasta 2013, fue directora del departamento de Filosofía de la Universidad de Ruan. En 2015, asumió la dirección del Master LIS (Lengua, Ideas y Sociedades) y de la especialidad Filosofía.
En 2017, con motivo de las elecciones presidenciales y, más adelante, legislativas de Francia, colaboró con el programa del partido político Francia Insumisa de Jean-Luc Mélenchon.

## Filosofía
A partir de la lectura interna de los textos de Husserl, especialmente las Meditaciones cartesianas (1929) y los manuscritos dedicados a la intersubjetividad (1908-1935), ya en 1995 Depraz formuló la hipótesis de una comprensión de la experiencia del otro a partir del motivo de la alteridad del sujeto: «Entender al otro como tal obliga a tener en cuenta su similitud asociativa conmigo y a enraizar su propio contenido en una estructura genética de alteridad con respecto a sí mismo, que es cooriginariamente espacio-temporal, es decir, también imaginario». Esta primera intuición la lleva a repensar el cuerpo desde el conocimiento lúcido de uno mismo, pero también a la conciencia en su dimensión procedimental: «La encarnación es un esfuerzo de todos los instantes donde puede resurgir la lucidez de la que nuestro cuerpo es depositario, de ahí su opacidad tendencial».
Estas investigaciones, a la vez textuales y experienciales, están motivadas por la preocupación de revelar el alcance práctico de la fenomenología como actitud filosófica radical cognitiva y experiencial, planteando en cada examen la pregunta de cómo ponerla en práctica, en concreto, mediante el ejercicio efectivo de su método: «La epojé se despliega en tres fases principales, una fase de suspensión (…), una fase de redirección de la atención del “exterior” al “interior”, una fase de acogida o receptividad afectiva».
Se trata, pues, de manifestar cómo las descripciones fenomenológicas son depositarias de una fuerza de encarnación que trata de revelarse a través de una lectura experiencial que prolonga y actualiza la primera lectura conceptual. El desafío que plantea esta prueba práctica lleva a Depraz a invitar a una transformación pragmática y empírica de la fenomenología, y a confrontarla de manera productiva a base de conocimientos teológicos, científicos, psicopatológicos y antropológicos.
Sus investigaciones recientes se centran en la atención entendida como vigilancia y no solo como concentración, en la sorpresa y la depresión (en el marco del proyecto de investigación Emphiline de la Agencia Nacional de Investigación francesa), así como en la cronicidad de las patologías (dentro del proyecto Adochroniq de las Grandes Redes de Investigación de Francia) y la experiencia del trauma. Estas investigaciones estudian la relación entre la filosofía, las ciencias cognitivas, las vivencias personales y la salud mental. A partir de ahí, Depraz desarrolla una aproximación que conecta la complejidad de la vivencia singular del sujeto y su vínculo con la descripción de la microtemporalidad.
Depraz, que ha prolongado y reexaminado la investigación de Francisco Varela y el paradigma de la neurofenomenología, promueve desde hace años lo que ella denomina una «cardiofenomenología» que entiende el sistema cardiaco desde sus dimensiones orgánicas, vividas y emocionales como complementarias al cerebro, al cuerpo y al entorno del sujeto.

### Obras teóricas
- Transcendance et incarnation, L'intersubjectivité comme altérité à soi chez E. Husserl, París, Vrin, «Bibliothèque d'Histoire de la philosophie», diciembre de 1995, 364 pp. (prefacio de R. Bernet, pp. 11-20).
- Lucidité du corps. De l'empirisme transcendantal, Dordrecht, Kluwer, colección «Phaenomenologica», 2001, 249 pp.
- Attention et vigilance. A la croisée de la phénoménologie et des sciences cognitives, París, P.U.F., Epiméthée, septiembre de 2014, 528 pp.

### Obras pedagógicas
- Husserl, París, A. Colin, colección Synthèse, octubre de 1999, 95 pp.
- La conscience, París, A. Colin, colección Synthèse, noviembre de 2000, 192 pp.
- Plus sur Husserl : une phénoménologie expérientielle, París, Ed. Atlande, 2009, 157 pp.
- Le phénomène, París, Bréal, La philothèque «Notions», 2014, 143 pp.

### Obras exploratorias
- Ecrire en phénoménologue: «une autre époque de l'écriture», Fougères, Encre marine, marzo de 1999, 220 pp.
- On becoming aware. A pragmatics of experiencing (en colaboración con F. J. Varela y P. Vermersch), Ámsterdam, Benjamin Press, 2003, 281 pp.; texto francés: A l’épreuve de l’expérience. Pour une pratique phénoménologique, Zeta Books, 2011, 368 pp.
- Comprendre la phénoménologie. Une pratique concrète, París, A. Colin, octubre de 2006, 249 pp. Traducción alemana: Le corps glorieux. Phénoménologie pratique des Pères du désert et des Pères de l’Eglise, Bruselas, Bibliothèque philosophique de Louvain, 2008, 280 pp.
- Lire Husserl en phénoménologue: les idées directrices…, París, P.U.F.-CNED, 2008, 246 pp.
- Avatar: je te vois, Une expérience philosophique, París, Ellipses, noviembre de 2012, 183 pp.

### Obras colectivas
- Eugen Fink, actas del coloquio de Cerisy-la-Salle (23-30 juillet 1994) (organizado y editado por M. Richir), Ámsterdam-Atlanta, Rodopi, col. «Elementa», 1997, 367 pp.
- Alterity and Facticity, New Perspectives on Edmund Husserl (en col. con D. Zahavi), Dordrecht, Kluwer, 1998, 236 pp.
- La gnose, une question philosophique, actas del coloquio «Phénoménologie, gnose, métaphysique» organizado en Universidad de La Sorbona-Paris-IV, en colaboración con J.-Fr. Marquet, octubre de 1998, ediciones du Cerf, París, 2000, 270 pp.
- Embodiment and Awareness. Perspectives from phenomenology and cognitive science (ed. con S. Gallagher), en: Theoria et Historia Scientiarum, An International Journal for Interdisciplinary Studies, Special issue, Vol. VII, 2003/1, Torun, The Nicolas Copernicus Univerisity Press (Tomasz Komendzinski ed.), 264 pp.
- Special issue on Attention. In Continental Philosophy Review (ed. con A. Steinbock), Dordrecht, Kluwer, 2004, 151 pp.
- Bouddhisme et philosophie. Actas del coloquio, mayo de 2005, organizado y editado por N. Depraz, F. Bonardel y F. Midal en: Cahiers Bouddhiques n.º 3, marzo de 2006, 169 pp.; DVD Bouddhisme et philosophie. Producción y edición Nangpa/J. Mielnik.
- L’attention. Número especial editado por N. Depraz, Alter n.º 18, París, 2010, 365 pp.
- L’écriture et la lecture : des phénomènes miroir ? L’exemple de Sartre (en colaboración con N. Parant), Rouen, PUHR, colaboración en « Rencontres philosophiques », n.º 2, diciembre de 2011, 166 pp.
- Erôs. Número especial editado por N. Depraz, Alter n.º 20, París, 2012, 251 pp.
- Gabriel Marcel et la phénoménologie. En Présence de Gabriel Marcel, Éditions de l’Association Gabriel Marcel, 2012, n.º 21, 2012-2013, 184 pp. (número de Relire Gabriel Marcel, Retour critique sur une philosophie concrète (15-17 nov. 2012, Universidad Católica de Lyon y Convento La Tourette (L’Arbresle), coloquio presidido por N. Depraz y E. Gabellieri.
- Première, deuxième, troisième personne, editado por N. Depraz, Bucarest, Zeta Books, octubre de 2014, 363 pp.
- Construire le sujet (en colaboración con A. Levita y R. Wintemeyer). Actas del coloquio de 2006, Universidad de Rouen, Éditions Lambert-Lucas, Limoges, 2014, 371 pp.
- La surprise à l’épreuve des langues (N. Depraz y Cl. Serban eds.), París, Hermann, 23 de mayo de 2015.
- Alain, philosophe rouennais engagé, N. Depraz ed., Rouen, PUHR, Rencontres philosophiques, 2016.
- La nature : enjeux croisés autour de l’Antiquité, de l’empirisme et de la phénoménologie (N. Depraz & T. Armaner eds.), en: Revue de Sciences humaines Lapsus, Universidad de Galatasaray, Estambul-Rouen, 2016.
- Surprise at the intersection of phenomenology and linguistics (N. Depraz & A. Celle eds.). Coloquio del 21 al 22 de marzo de 2013 (organizado por N. Depraz), disponible en el sitio web del departamento de Filosofía de la Universidad de Ruan, John Benjamins Press, Consciousness and Emotion book series, 2016.
- Surprise, an emotion ? (N. Depraz & A. Steinbock eds.), (Universidad de Carbondale, del 18 al 22 de septiembre de 2013), Springer, Heidelberg, 2016.
- La surprise. Número especial editado por N. Depraz, Alter n.º 24, 2016.

### Colaboraciones
- Vers une sociologie de l'interpellation éthique dans le face à face - Le cas des relations infirmières/malades et agents de l'ANPE/chômeurs (modelización de un régimen de compasión —o régimen de interpelación ética en el cara a cara— a partir de la ética del rostro y de la responsabilidad por el otro del filósofo Emmanuel Levinas), con Philippe Corcuff, Grupo de Sociología Moral y Política (GSPM-EHESS), París, documento de trabajo, mayo de 1995 (citado en Philippe Corcuff, «Ordre institutionnel, fluidité situationnelle et compassion. Les interactions au guichet de deux CAF», Recherches et Prévisions (CNAF), n.º 45, septiembre de 1996, pp. 27-35, Vincent Dubois, La vie au guichet. Relation administrative et traitement de la misère, París, Economica, 1999, y Philippe Corcuff, «De la thématique du “lien social” à l'expérience de la compassion. Variété des liaisons et des déliaisons sociales», Pensée Plurielle, 2005/1, n.º 9, pp. 119-129).
- Entrevista con Michel Henry, con Philippe Corcuff, junio de 1996 (publicado en ContreTemps, n.º 16, abril de 2006, pp. 159-170, después en septiembre de 2013 en el sitio web Grande angle).
- «Une phénoménologie du “nous”. Pistes théoriques à propos de la communauté grecque d'Istanbul», en L'individu aujourd'hui. Débats sociologiques et contrepoints philosophiques (actas del coloquio de Cerisy), Philippe Corcuff, Christian El Bart y François de Singly (dir.), Presses universitaires de Rennes, 2010, pp. 177-190.

### Traducciones
- E. Husserl, La crise de l'humanité européenne et la philosophie, París, Hatier, Coll. « Profil », 1992, 82 pp., traducción y presentación del texto (pp. 3-49). Publicación en Internet: Année.
- E. Fink, VI. Méditation cartésienne, Grenoble, J. Millon, colaboración en « Krisis », marzo de 1994, traducción e introducción, pp. XII-LII. 287 pp.
- E. Husserl, Autour des Méditations cartésiennes (1929-1932), traducción de las secciones I y III de Husserliana XV « Zur Intersubjektivität » (en colaboración con P. Vandevelde), Grenoble, J. Millon, colaboración en « Krisis », 1998, 307 pp.
- E. Husserl, De la synthèse passive (1918-1926), introducción (en colaboración con B. Bégout) y colaboración en la traducción con B. Bégout y J. Kessler, 1998, 430 pp.
- E. Husserl, Textes sur l'intersubjectivité, traducción de una antología de 700 páginas publicada en tres volúmenes Husserliana XIII-XIV-XV, « Zur Intersubjektivität », París, P.U.F., mayo de 2001, dos volúmenes (420, 590 pp.)
- E. Husserl, Psychologie phénoménologique, (en colaboración con Ph. Cabestan, F. Dastur y A. Mazzu), París, Vrin, 2001, 346 pp.
- E. Husserl, Phénoménologie de l’attention, París, Vrin, 2009, 258 pp.

## Acerca de Natalie Depraz

### Capítulo de una obra
- Leiblichkeit und Intersubjektivität bei Natalie Depraz, capítulo 7, cuarta sección : « Sieben Porträts aus dem Umkreis der Neuen Phänomenologie in Frankreich », en Hans-Dieter Gondek & Laszlo Tengelyi, Neue Phänomenologie in Frankreich, Berlín, Suhrkamp Taschenbuch Wissenschaft, 2011, pp. 604-640.

### Entrevistas
- A quoi sert de penser, revista Psychologies. N.º 264. Dossier philo, junio de 2007, p. 117.
- L’expérience de la méditation est ce qui manque à la phénoménologie comme démarche philosophique d’accès à l’expérience, en Le monde des religions, serie especial n.º 18, 2012, Le message du bouddha, pp. 42-43.
- L’économie de l’attention : mieux vaut faire de cette explosion une ressource, Interview avec Frank Frommer, pp. 39-43, Philosophie Magazine, n.º 77, marzo de 2014.
- Le virtuel permet un rapport plus riche à la réalité, Propos recueillis par Cédric Enjalbert, in Philosophie magazine, Être ou avoir. Posséder a-t-il encore un sens ? N.º 93, octubre de 2015, pp. 54-55.

### Prensa
- Attention et vigilance, artículo de R. Maggiori en el diario Libération del 10 de enero de 2015